# Judson Cunha
Judson Amabel Nunes da Cunha Júnior (Campo Grande, 5 de dezembro de 1998) é um voleibolista indoor brasileiro atuante na posição de central, com marca de alcance de 350 cm no ataque e 340 cm no bloqueio, medalhista de bronze no Campeonato Sul-Americano de Clubes de 2022 no Brasil.

## Carreira
Em 2014, representava a Seleção Estadual de Mato Grosso do Sul e disputou o Campeonato Brasileiro de Seleções Juvenil.Em 2016, atuou no elenco profissional do Rádio Clube/AVP e disputou a Taça Prata e alcançou o terceiro lugar, na época ajudando o clube ascender a Superliga Brasileira B., chegou atuar no projeto de Suzano em 2016 na categoria Sub-19.em 2017 foi para o elenco Sub-21 do Sesi-SP, quando foi vice-campeão, pela Seleção Estadual de Mato Grosso do Sul, o Campeonato Brasileiro de Seleções Sub-20 da Segunda Divisão.
Na temporada 2018-19 foi contratado pelo Vôlei Um Itapetininga., disputando o Campeonato Paulista, Copa Brasil e a Superliga Brasileira A. Na jornada 2019-20, transferiu-se para o Pacaembu Ribeirão Preto, e depois no período de 2020-21 atuou pelo América Vôlei terminando na quarta posição do Campeonato Mineiro de 2020
Em 2021 o ponteiro foi anunciado como o novo reforço do Vôlei Renata/Campinas, após seu desempenho no fundamento bloqueio na temporada anterior,  terminou como sexto melhor bloqueador do torneio, com 47 pontos,  conquistou o título do Campeonato Paulista de 2021, o vice-campeonato da  Copa Brasil de 2022 e sexto lugar da Superliga Brasileira A 2021-22 e o bronze do Campeonato Sul-Americano de 2022 ao vencer de virada o Policial Vóley.

### Suzano Vôlei
Para as competições de 2022-23, Judson foi contratado pelo Suzano Vôlei
Terminou sua primeira temporada como um dos principais destaques individuais do Suzano. Semifinalista do último campeonato nacional com o Clube, ele conquistou o prêmio de melhor central da Superliga 2022-23, atingindo o posto de principal bloqueador da edição. Ainda ficou em terceiro no Campeonato Paulista de 2022, quarto lugar na Copa Brasil de 2023.
Em 6 de junho de 2023, o Suzano anunciou a renovação de contrato de Judson por mais uma temporada.
A segunda temporada com o Suzano começou bem com o vice-campeonato paulista, contudo, acabou de forma precoce com o nono lugar na primeira fase da Superliga, que deixou o time de fora dos playoffs.
Em 7 de maio de 2024, Judson anunciou por meio das redes sociais a saída do Suzano.

## Títulos e resultados
- Copa Brasil de 2022
- Copa Brasil de 2023
- Campeonato Paulista de 2021
- Campeonato Paulista de 2022
- Taça Prata 2016
- Campeonato Mineiro de 2020
- Campeonato Sul-Americano de 2023

## Premiações individuais
- 2° Melhor Bloqueador da Superliga Brasileira A de 2022-23